# Pulcinella
Pulcinella es un ballet cuya música fue compuesta por Ígor Stravinski. El ballet está basado en una obra de teatro del siglo XVIII en torno al personaje Pulcinella o Polichinela originario de la commedia dell'arte. La obra fue encargada por Serguéi Diáguilev. El bailarín Léonide Massine creó el libreto y la coreografía, y Pablo Picasso diseñó los trajes y decorados originales. Se estrenó en la ópera de París el 15 de mayo de 1920 bajo la batuta de Ernest Ansermet.

## Historia
Diáguilev quería un ballet basado en un libreto y música de la commedia dell'arte de principios del siglo XVIII que, en su tiempo se creía que había sido compuesta por Giovanni Battista Pergolesi. Más tarde se demostró que gran parte de la música pudo haber sido escrita por Domenico Gallo, Carlo Ignazio Monza, Unico Wilhelm van Wassenaer, Alessandro Parisotti y Fortunato Chelleri. Fue Ernest Ansermet, el director, quien sugirió la propuesta a Stravinsky en 1919, y aunque al compositor no le seducía Pergolesi, una vez que estudió las partituras que Diáguilev había encontrado en las bibliotecas de Nápoles y Londres, cambió de opinión. No obstante, Stravinsky reescribió esta música antigua de una forma más moderna tomando prestados temas y texturas, concretas pero intercalando ritmos, cadencias y armonías modernas.
Pulcinella es a menudo considerada como la primera pieza del período neoclásico de Stravinsky. La partitura del ballet fue revisada en 1965.

## Argumento
El ballet se desarrolla en un solo acto y cuenta con los siguientes personajes: Pulcinella, su novia Pimpinella, su amigo Furbo, los enamorados Florindo y Prudenza y sus correspondientes siervos Coviello y Rosetta. 
La historia comienza con Florindo y Cloviello cantando serenatas a Prudenza y Rosetta. Las dos mujeres no se dejan impresionar y responden a los pretendientes con agua. El padre de Prudenza, un doctor, aparece entonces y sale en su persecución. Un nuevo episodio comienza con Rosetta bailando para Pulcinella, que al final se besan. Pimpinella, que les estaba espiando, interrumpe la escena. Florindo y Cloviello llegan en ese momento y, celosos a su vez de Pulcinella, le dan una paliza durante la cual Pulcinella es apuñalado. Pero todo esto es realmente una farsa para conseguir que Pimpinella perdone a Pulcinella. Así que, entonces, aparece Furbo disfrazado de mago y resucita a Pulcinella delante de todos. Pimpinella perdona a Pulcinella, y Prudenza y Rosetta sucumben por fin al cortejo de Florindo y Cloviello. El ballet concluye con las bodas de las tres parejas.

## Análisis musical

### Instrumentación
Esta obra está escrita para una orquesta de cámara moderna con soprano, tenor y barítono solistas. 

### Estructura
El ballet Pulcinella está formado por los siguientes movimientos:
1. Obertura: Allegro moderato
2. Serenata: Larghetto, Mentre l'erbetta pasce l'agnella (tenor)
3. Scherzino: Allegro
4. Poco più vivo
5. Allegro
6. Andantino
7. Allegro
8. Ancora poco meno: Contento forse vivere (soprano)
9. Allegro assai
10. Allegro - Alla breve: Con queste paroline (bajo)
11. Andante: Sento dire no' ncè pace (soprano, tenor & bajo)
12. Allegro: Chi disse cà la femmena (tenor)
13. Presto: Ncè sta quaccuna pò (soprano & tenor) / Una te fa la nzemprece (tenor)
14. Allegro - Alla breve
15. Tarantela
16. Andantino: Se tu m'ami (soprano)
17. Allegro
18. Gavotta con due variazioni
19. Vivo
20. Tempo di minuetto: Pupillette, fiammette d'amore (soprano, tenor & bajo)
21. Finale: Allegro assai

## Obras derivadas del ballet

### Suite Pulcinella
La suite Pulcinella deriva del ballet y no tiene partes cantadas. La suite fue revisada por el compositor en 1947, aunque algunas referencias dicen que fue en 1949. Esta suite está formada por ocho movimientos:
1. Sinfonia
2. Serenata
3. a: Scherzino b: Allegretto c: Andantino
4. Tarantella
5. Toccata
6. Gavotta (con due variazioni)
7. Vivo
8. a: Minuetto b: Finale

### Suite Italienne
Stravinsky basó las siguientes obras en este ballet:
- 1925: Suite d'après des thèmes, fragments et morceaux de Giambattista Pergolesi para violín y piano, en colaboración con Pablo Kochanski.
- 1932-1933: Suite Italienne para violonchelo y piano, en colaboración con Gregor Piatigorsky.
- 1933: Suite Italienne para violín y piano, en colaboración con Samuel Dushkin.
- Algo más tarde, Jascha Heifetz y Piatigorsky hizo un arreglo para violín y violonchelo, que también se llama Suite Italienne.

## Influencia
Pulcinella fue la puerta de entrada a la segunda etapa de Stravinsky como compositor, el estilo neoclásico. Él mismo escribió acerca de esta composición:

«Pulcinella fue mi descubrimiento del pasado, la epifanía a través del cual la totalidad de mi obra tardía se hizo posible. Fue una mirada hacia atrás, por supuesto -la primera de las muchas historias de amor en esa dirección-, pero era además una mirada en el espejo.»

Esta idea fue retomada y revisada por dos expertos bailarines del New York City Ballet, George Balanchine y Jerome Robbins, quienes bailaron en el Festival Stravinsky de 1972, interpretando Robbins el papel protagonista.